# حارة غول الشيخ (صنعاء)
حارة غول الشيخ هي إحدى حارات حي صرف بمديرية شعوب إحد مديريات العاصمة اليمنية صنعاء، بلغ تعداد سكانها 1206 نسمة حسب تعداد اليمن لعام 2004.